# هيئة مكافحة الفساد الفلسطينية

الشعار الرسمي لهيئة مكافحة الفساد

هيئة مكافحة الفساد الفلسطينية هي هيئة حكومية تتمتع بالشخصية الاعتبارية والاستقلالية المالية والإدارية. تأسست عام 2005 تحت مسمى هيئة مكافحة الكسب غير المشروع ولكنه في عام 2010 غُير اسمها إلى هيئة مكافحة الفساد. أصدر روحي فتوح رئيس السلطة الوطنية الفلسطينية المؤقت في 8 يناير 2005 قانون مكافحة الفساد.

## الجهات الخاضعة للهيئة
حدد قانون هيئة مكافحة الفساد الفلسطينية الصادر في عام 2005، والمُعدل في عام 2018، الجهات التي تخضع للهيئة وهي:

1. رئيس الدولة، ومستشاروه، ورؤساء المؤسسات التابعة للرئاسة.
2. رئيس وأعضاء مجلس الوزراء، ومن في حكمهم.
3. رئيس وأعضاء المجلس التشريعي.
4. أعضاء السلطة القضائية والنيابة العامة.
5. رؤساء المؤسسات والهيئات والأجهزة المدنية والعسكرية، وأعضاء مجالس إدارتها، إن وجدت.
6. المحافظون، ورؤساء وأعضاء مجالس الهيئات المحلية، والعاملون فيها.
7. الموظفون العامون المعينون بقرار من جهة مختصة لشغل وظيفة مدرجة في نظام تشكيلات الوظائف المدنية أو العسكرية على موازنة إحدى الدوائر الحكومية، أياً كانت طبيعة تلك الوظيفة أو مسماها، وأعضاء السلك الدبلوماسي، ومن في حكمهم.
8. رؤساء وأعضاء مجالس إدارة الشركات، والعاملون فيها، التي تكون الدولة أو أي من مؤسساتها مساهماً فيها.
9. المساهمون في الشركات غير الربحية، والعاملون فيها.
10. المحكمون، والخبراء، والحراس القضائيون، ووكلاء الدائنين، والمصفون.
11. رؤساء وأعضاء مجالس إدارة الجمعيات الخيرية والتعاونية والهيئات الأهلية التي تتمتع بالشخصية الاعتبارية المستقلة، وبالاستقلال المالي والإداري، والأحزاب والنقابات والاتحادات والأندية، ومن في حكمهم، والعاملون في أي منها، حتى وإن لم تكن تتلقى دعماً من الموازنة العامة.
12. الأشخاص المكلفون بخدمة عامة بالنسبة للعمل الذي يتم تكليفهم به.
13. أي شخص غير فلسطيني يشغل منصباً في أي من مؤسسات الدولة التشريعية، والتنفيذية، والقضائية، وأي شخص يمارس وظيفة عمومية لصالح أي جهاز عمومي أو منشأة عمومية أو منظمة أهلية تابعة لبلد أجنبي أو مؤسسة ذات طابع دولي.
14. مسؤولو وأعضاء الجهات التي تساهم بها الدولة أو تتلقى موازناتها أو أي دعم من الموازنة العامة للدولة، والعاملون فيها.

## الرؤية والرسالة
تبنت هيئة مكافحة الفساد الفلسطينية ضمن الاستراتيجية الوطنية لمكافحة الفساد 2015-2018 إنشاء مجتمع فلسطيني خال من الفساد، يقوم على أسس النزاهة والشفافية والمساءلة. من خلال تنفيذ السياسات في كشف الفساد ومعالجته والوقاية منه والحد من انتشاره، بالإضافة إلى تفعيل ثقافة المجتمع الرافضة للفساد، وإنشاء تعاون مع جهات محلية وغير محلية لمتابعة الفساد والوقاية منه والقضاء عليه وملاحقة مرتكبيه.

## رؤساء الهيئة
حدد قانون هيئة مكافحة الفساد في عام 2005 مدة رئاسة الهيئة بسبع سنوات غير قابلة للتجديد. في عام 2017، أصدر رئيس دولة فلسطين محمود عباس قرارًا بقانون رقم (4) لسنة 2017 ونص على:
- إبراهيم أبو النجا، عُين في 11 يونيو 2005 رئيسًا للهيئة.[6]
- رفيق النتشة، تسلم رئاسة هيئة مكافحة الفساد في 9 مارس 2010،[7] وجُددت ولايته في عام 2017 لمدة سنة واحدة فقط،[8] وأيضًا في عام 2018 جُددت ولايته لمدة سنة واحدة فقط.[9] وفي مارس 2019 انتهت ولايته.
- أحمد براك، تسلم رئاسة هيئة مكافحة الفساد في 13 مارس 2019.[10] واستقال من منصبه في 6 يناير 2021.[11]
- رائد رضوان، تولى المنصب في 6 يناير 2021.[11]

## وصلات خارجية
- الموقع الرسمي